# شهرستان میگوری
شهرستان میگوری (به لاتین: Migori County) یک شهرستان در کنیا است که مرکز آن شهر میگوری است. شهرستان میگوری ۲٬۵۸۶٫۴ کیلومتر مربع مساحت و ۱٬۱۱۶٬۴۳۶ نفر جمعیت دارد.